# Строков, Григорий Иванович
Григорий Иванович Строков (1903—1995) — гидростроитель, директор крупных ГЭС, Герой Социалистического Труда.

## Биография
Родился 18 ноября 1903 года в Санкт-Петербурге. Русский. Учился в частной гимназии имени В. В. Павловой в Петергофе (ныне школа № 416 Санкт-Петербурга).
Участник Гражданской войны.
В 1927—1974 годах — производитель работ на Нижне-Свирской ГЭС, начальник участка строительства Верхне-Свирской ГЭС, начальник участка оборонительного рубежа Свирьстроя, заместитель начальника работ по восстановлению Волховской ГЭС, начальник отдела капитального строительства Березниковской ТЭЦ, начальник участка восстановления Нижне-Свирской ГЭС, главный инженер на строительстве Кременчугской ГЭС, начальник строительства Киевской ГЭС, за что был удостоен звания Героя Социалистического Труда.
Умер 15 мая 1995. Похоронен в Киеве на Берковецком кладбище.

## Награды
- Медаль «Серп и Молот»
- орден Ленина
- прочие ордена